# Vrouwen Bouwen Wonen
Vrouwen Bouwen Wonen (1983 - 1991) was een Nederlands netwerk en stichting met het doel om de positie en invloed van vrouwen in de bouw- en architectuursector strategisch te verbeteren. Het netwerk had verschillende (regionale) afdelingen, waarvan Vrouwen Bouwen Wonen regio Amsterdam nog steeds actief is.

## Geschiedenis
Het netwerk Vrouwen Bouwen Wonen bestond uit een groep vrouwen die, geïnspireerd door de feministische bewegingen van die tijd, de relatie tussen patriarchale onderdrukking en de gebouwde omgeving in beeld wilden brengen. Vrouwen Bouwen Wonen begon als een vrouwenplatform in Utrecht en werd vervolgens opgepikt door vrouwen in Rotterdam, die in 1983 een Stichting oprichtten. Daarna werd het een nationaal netwerk (met internationale connecties) met meerdere lokale netwerken, waarvan de Amsterdamse tak nog steeds actief is.   
De initiatiefnemers bouwden voort op de zichtbaarheid gecreëerd door publicaties, thema- en studiedagen over wonen en vrouwenemancipatie, zoals de Vrouwen Zomeruniversiteit (1981) en de VVAO-dag (Vereniging van vrouwen met een academische opleiding, 1982). Het netwerk kwam vooral tot bloei na de eerste landelijke dag Vrouwen Bouwen en Wonen, op 26 november 1983 in Utrecht, die opgezet kon worden na een subsidieaanvraag door de initiatiefgroep (o.a. Wies van Moorsel, Jacomien Kistemaker en Gonneke van de Kimmenade) aan de Nederlandse overheid. De doelstelling van deze dag was om vrouwen actief in de sectoren van bouwen en wonen met elkaar in contact te brengen. Een wens was dat deze vrouwen hun eigen subgroepen en netwerken konden opbouwen binnen bepaalde regio's of rondom bepaalde onderwerpen. De eerste landelijke dag bracht onder andere sociologen, architecten en ingenieurs bijeen. Het netwerken was een manier om niet in een isolement te verkeren en de invloed van vrouwen op hun werkterrein te vergroten.    
Het netwerk-archief Vrouwen Bouwen Wonen is aangewonnen door Het Nieuwe Instituut in 2020, waarbij gelijktijdig een samenwerking met voormalig leden van het Vrouwen Bouwen Wonen netwerk is begonnen. Delen uit het archief van Stichting Vrouwen Bouwen en Wonen wordt ook beheerd door Atria, kennisinstituut voor emancipatie en vrouwengeschiedenis. 

## Open Brief aan Het Architectuurinstituut
In 1989 Stichting Vrouwen Bouwen Wonen was medeondertekenaar van een open brief aan het, toen, nieuw opgerichte Nederlands Architectuurinstituut (NAi), vanaf 2013 opgegaan in Het Nieuwe Instituut. De brief was geschreven door de feministische architectuurhistoricus Marga Kuperus en kunsthistoricus Wies van Moorsel, met vele handtekeningen van feministen uit het vakgebied, en wees op het tekort aan representatie van vrouwen uit de architectuur en stedenbouw door het instituut. Het periodieke bulletin van Vrouwen Bouwen Wonen publiceerde hetzelfde jaar een uittreksel van de open brief.

Wij zijn van mening dat het Architectuurinstituut een duidelijke taak heeft in het zichtbaar maken van de bijdragen van vrouwen in architektuur en stedebouw. Wij denken daarbij aan het verrichten van onderzoek naar het werk van vrouwelijke architekten uit heden en verleden en het verwerven, publiceren en tentoonstellen van hun werk. Daarnaast zou uw instituut een aktieve rol kunnen vervullen in de (inter)nationale diskussie over vrouwen en gebouwde omgeving en het onderzoek daarnaar. Sinds kort heeft het Architectuurinstituut, zij het in een tijdelijke ruimte, vaste vorm gekregen. Wij zijn daarover zeer verheugd. Minder enthousiast zijn wij echter over het geheel ontbreken van vrouwen in architektuur en stedebouw in uw tot op heden gepubliceerde programmering. Niet alleen missen wij namen van belangrijke architektes en vrouwelijke stedebouwkundigen in uw aangekondigde publikatiereeks en andere plannen, ook aan de thema's die binnen het brede gebied van vrouwen, bouwen en wonen aktueel zijn wordt in uw programma geen aandacht besteed. (...) Ondergetekenden zijn van mening dat in het Architectuurinstituut de inbreng van vrouwen in de architektuur niet mag ontbreken en roepen u op aan deze tekortkoming iets te doen.
— Kuperus, Marga, Wies van Moorsel (december 1989). Brief aan Architectuurinstituut. Vrouwen Bouwen Wonen Bulletin 1989

## Doel
De leden van de netwerken binnen Vrouwen Bouwen Wonen en de Stichting Vrouwen Bouwen en Wonen drongen aan op erkenning van de onderdrukking van vrouwen en andere gemarginaliseerde stemmen in de openbare ruimte en het bouw- en ontwerpveld en de woonsector. Ook lobbyden ze om de invloed van vrouwen in de sterk door mannen gedomineerde gebieden van de architectuur en bouw te doen toenemen. Het idee was dat er een "permanent podium" zou bestaan om "vanuit alle nivo's kontakten [te] leggen, steun [te] krijgen en met elkaar strategieën [te] ontwikkelen".
Vanaf het begin was het doel van Vrouwen Bouwen Wonen om plekken en gesprekken vorm te geven voor debat, uitwisseling, kennisproductie en de realisatie van architectuurprojecten over feministische vraagstukken in relatie tot bouwen en wonen. Dit deden zij door artikelen te publiceren en tijdschriften te maken, academisch onderzoek te doen, workshops te geven, conferenties en lezingen te organiseren en alternatieve woonvormen in praktijk te brengen, maar ook door elkaars mentors en voorvechters te zijn en op te komen voor gedeelde zorgen en belangen binnen het vakgebied van architectuur, bouwtechniek en stedenbouw.

## Vrouwen Bouwen Wonen Amsterdam
Vrouwen Bouwen Wonen (VBW) is een informeel netwerk van vrouwen uit de regio Amsterdam die zich beroepsmatig interesseren voor bouwen, wonen en ruimtelijke ordening. Leden van het netwerk zijn bijvoorbeeld beleidsmakers, politici, medewerkers van woningcorporaties, monumentenzorg, gemeentelijke diensten bouwen en wonen of ruimtelijke ordening, projectleiders, architecten, stedenbouwkundigen en journalisten. De leden van het netwerk vinden elkaar in hun belangstelling voor de gebouwde omgeving en in het bijzonder voor de relatie tussen het gebouwde en de gebruiker. 
Bij het netwerk Vrouwen Bouwen Wonen bouwen leden aan hun netwerk met collega-vakvrouwen. Bij ontmoetingen, discussies en activiteiten die het netwerk organiseert, kunnen leden informatie, ideeën en opvattingen uitwisselen. Ook biedt het netwerk een mogelijkheid om op een informele manier de vakkennis over bouwen en wonen in Amsterdam uit te breiden.
De oorsprong van VBW Amsterdam ligt in 1983 bij een landelijk congres Vrouwen Bouwen Wonen. In 1986 werd een stichting voor de Amsterdamse VBW opgericht. Het netwerk maakte lange tijd deel uit van het Amsterdams Steunpunt Wonen (nu !Woon). In 2006 besloot VBW op eigen kracht verder te gaan. De stichting organiseert nog steeds excursies en bijeenkomsten met, door en voor haar leden, vaak aansluitend op de actualiteit.